# Brasse-au-Vent
 (janvier 2012).
Si vous disposez d'ouvrages ou d'articles de référence ou si vous connaissez des sites web de qualité traitant du thème abordé ici, merci de compléter l'article en donnant les références utiles à sa vérifiabilité et en les liant à la section « Notes et références ».
Brasse-au-Vent est le dernier roman de Marcel Cabon, écrivain mauricien né en 1912 et mort en 1972.
Il s'agit d'un roman historique qui retrace la vie de diverses personnages fictifs au XVIIIe siècle en exposant la culture mauricienne. L'histoire a pour fond l'île de France de la période coloniale française qui est désormais l'île Maurice, et traite de l'esclavage de l'époque, c'est-à-dire des colons, des maîtres et de leurs esclaves. L'œuvre est également un roman d'amour, celui de Sylvestre, jeune colon, et de Mayotte, jeune esclave fugitive. Ils sont obligés de cacher leur amour aux yeux du monde car le Code noir stipule que le Blanc n'a aucunement le droit de s'unir à une Noire. L'histoire se termine par la mort de Mayotte, tuée par Mathieu, le frère de Sylvestre. Celui-ci, désemparé, quitte l'île de France et prend la mer.